# Johan Grøttumsbråten
Johan Grøttumsbråten (n. 24 februarie 1899, Christiania, Suedia-Norvegia – d. 21 ianuarie 1983, Vestre Aker⁠(d), Comuna Oslo⁠(d), Norvegia) a fost un săritor cu schiurile ce a reprezentat Norvegia, medaliat olimpic. A participat la 3 ediții ale Jocurilor Olimpice (1924, 1928, 1932) în care a câștigat 3 medalii de aur, o medalie de argint și două medalii de bronz.